# جيمس جوزيف هيوز
جيمس جوزيف هيوز (بالإنجليزية: James Joseph Hughes)‏ هو سياسي كندي، ولد في 15 أغسطس 1856، وتوفي في 5 مارس 1941. حزبياً، نشط في الحزب الليبرالي الكندي. وقد انتخب عضو مجلس الشيوخ الكندي وانتخب عضو مجلس العموم الكندي.